# Déclaration d'entente de Khartoum
 (janvier 2019).
Si vous disposez d'ouvrages ou d'articles de référence ou si vous connaissez des sites web de qualité traitant du thème abordé ici, merci de compléter l'article en donnant les références utiles à sa vérifiabilité et en les liant à la section « Notes et références ».
La Déclaration d'entente de Khartoum est un accord signé entre 4 principaux groupes armés de la République centrafricaine le 31 août 2018 à Khartoum avec l'appui de la Russie et du Soudan.

## Introduction
La Déclaration d’entente de Khartoum est un document signé dans la capitale soudanaise le 28 août 2018 entre les leaders de groupes militaro-politiques présents en Centrafrique. Parmi les groupes-signataires « Anti-balaka » représenté par Maxime Mokom, le« Front populaire pour la renaissance de la Centrafrique » représenté par Abdoulaye Hissène et Noureddine Adam, le « Mouvement Patriotique pour la Centrafrique » représenté par Mahamat Al-Katim et « l'Union pour la Paix en Centrafrique » représenté par Ali Darras.
Deux pays-initiateurs de la rencontre de Khartoum, le Soudan et la fédération de Russie ont assisté aux négociations en tant qu’observateurs. 
Dans la Déclaration de Khartoum il s'agit de la création d'une plate-forme publique et diplomatique, intitulée le Rassemblement centrafricain (RCA) qui doit contribuer à mettre terme à la crise politique et sociale en République centrafricaine. L'objectif de la plate-forme est de parvenir à la paix et de créer un environnement favorable pour l'entreprenariat et les investissements dans le pays.
Les dirigeants de groupes militaro-politiques ont déclaré par la signature de la Déclaration leur volonté d’assurer la sécurité de la population civile, la libre circulation des personnes et des biens sur tout le territoire du pays, la préservation de l'intégrité territoriale et de la souveraineté de la République centrafricaine.
Le document indique que les groupes militaro-politiques se mettent d'accord sur le respect des droits de l'homme, l'assurance de la libre circulation des agents des organisations non-gouvernementales et la protection des agents des organisations humanitaires. Les leaders de groupes militaro-politiques ont également fait appel au gouvernement de la République centrafricaine d’assurer un environnement pacifique à long terme, de développer les partenariats et la diplomatie économique.

## Le texte intégral de la Déclaration
« Déclaration d'entente des groupes armés centrafricains (Antibalaka et Ex-Séléka)
Nous, dirigeants des groupes armés ANTI-BALAKA et EX-SELEKA sommes réunis dans un pourparlers de sortie de la crise en République Centrafricaine, notre pays tenu au Khartoum (Soudan) du 27 au 29 août 2018.
Considérant l'inlassable effort de l'initiative Africaine et la contribution de la Russie pour la paix et la réconciliation en Centrafrique ;
Considérant notre volonté affichée et exprimée à travers des actions diverses et variées d'aller vers une paix durable sans succès ;
Considérant notre volonté en tant que groupes armés, ANTI-BALAKA et EX-SELEKA, de nous rassembler dans une plate-forme nationale ; 
Décidons ce qui suit :
1. Par un acte constitutif, décidons ce jour 28 août 2018, de créer un cadre commun de concertation et d'action pour une paix réelle et durable en Centrafrique, dénommé : Rassemblement Centrafricain en abrégé « R. C. A. »
2. Le Rassemblement Centrafricain ainsi crée, est hautement rattaché à l'initiative de l'Union Africaine pour la paix et réconciliation en Centrafrique.
3. Il est résolument engagé à assurer la sécurité de la population civile, la libre circulation des personnes et des biens à travers tout le territoire national et sauvegarder l'intégrité territorial, ainsi que la souveraineté de la République Centrafricaine ;
4. La plate-forme nationale des groupes armés ANTI-BALAKA et EX-SELEKA s'accorde de converger vers la paix et œuvrer en créant des conditions favorables pour la promotion des affaires et des investissements.
5. Il est engagé à respecter les droits de l'homme, la libre circulation des Organisations Non Gouvernementales nationales et internationales et la protection des Humanitaires.
6. À cet effet, Nous, Rassemblement Centrafricain, invitons les autorités de la République Centrafricaine et le Gouvernement, l'Union africaine, la CEEAC, la CEMAC, l'Union Européenne, la France, la République de la Russie, toute la communauté international, partenaire de la République Centrafricaine à œuvrer ensemble pour la tenue dans un délai raisonnable, des assises de l'initiative africaine pour la paix et la réconciliation en Centrafrique.
7. La plate-forme nationale des groupes armés ANTI-BALAKA et EX-SELEKA, entend transmettre au panel de l'initiative africaine avec ampliations aux partenaires de la République Centrafricaine, un manifeste de revendications conjointes.
8. Demandons aux autorités de la République Centrafricaine et le son Gouvernement et ce, dans un souci de paix effective et durable, ainsi que dans un esprit de diversification de partenariats et de diplomatie économique intelligente pour le bien-être et le bonheur du people Centrafricain ; d'intégrer dans le processus de paix conduit sous les auspices de l'Union Africaine, la participation et l'implication active des États :
  - De la Russie, pays ami
  - SOUDAN
  - TCHAD
  - CONGO BRAZZAVILLE
  - CAMEROUN
  - CONGO DEMOCRATIQUE
  - Pays frères avec lesquels notre pays, la République Centrafricaine partage des frontières.

Tenons à exprimer nos sincères remerciements à la République de Soudan et au peuple soudanais ainsi qu'à Son Excellence, Monsieur Oumar EI BECHIR, Président de la République, Chef de l'État pour l'accueil fraternel et chaleureux. Nous ne pouvons oublier l'État de la Russie et les Représentants de la coopération Russie-RCA pour la bonne réussite de cette rencontre.
Fait à KHARTOUM, le 28 août 2018 »

## Chronologie
Le conflit armé en Centrafrique se déroule depuis 1996 entre le gouvernement et les groupes militaro-politiques principaux, dont les plus importants sont « Anti-balaka », « le Front populaire pour la renaissance de la Centrafrique », « le Mouvement Patriotique pour la Centrafrique » et « l’Union pour la Paix en Centrafrique ». En 2014 le conflit s'est calmé plus ou moins, néanmoins le pays reste toujours divisé en parties.
Entre 2013 et 2016 la France s’est mise dans la résolution du conflit avec une opération militaire dite « Sangaris ». Depuis 2014 la mission de l'ONU, la « MINUSCA » assure le contrôle militaire du pays. Environ 12 accords de paix ont été signés en 10 ans, dont le plus récent est l'Accord de Saint-Egidio. Pourtant, aucun de ces accords n’est capable à ramener la stabilité sociale et politique dans le pays. L'Initiative africaine, site de négociation communautaire créé par l'Union Africaine sous l’influence du Tchad, a été spécifiée sur la feuille de route et signée le 17 juillet 2017 à Libreville, Gabon.
L’Initiative est souvent critiquée pour le manque d’efficacité et l'absence de résultats particuliers. La Russie qui restaure sa coopération avec la Centrafrique depuis 2017 et le Soudan ont décidé de créer une plate-forme de négociations afin d’accompagner le processus de l'Initiative africaine et d'atteindre l'objectif commun : assurer un règlement pacifique de la crise centrafricaine. La première rencontre a eu lieu du 27 au 29 août 2018 dans la capitale soudanaise et s'est achevée par la signature de la Déclaration de Khartoum.
Ces négotiations ont enclenché un deuxième tour de négociations dans le cadre de l'Union Africaine qui s'est déroulé du 24 au 31 janvier 2019.

## Négociations
Les chefs de 4 groupes militaro-politiques se sont réunis lors de la rencontre de Khartoum : Noureddine Adam et Abdoulaye Hissène du « Front populaire pour la renaissance de la Centrafrique », Maxime Mokom de « Anti-balaka », Mahamat Al-Qatim du « Mouvement Patriotique pour la Centrafrique » et Ali Darass de « l’Union pour la Paix en Centrafrique ».

## Résultats de la réunion
La création d'une plate-forme de négociations entre les groupes militaro-politiques centrafricains est considérée comme la réalisation principale de la première rencontre de Khartoum. À l'issue de la rencontre 16 députés ainsi que conseiller du président centrafricain en matière de sécurité, Valery Zakharov se sont réunis à Bangui autour d’une table ronde.
À l'heure actuelle, l'initiative de paix de Khartoum est l'une des plus actives et discutées en RCA. Après cette rencontre, le président Faustin-Archange Touadéra a adressé une lettre de remerciements à son homologue russe, Vladimir Poutine pour la contribution de la Russie dans le processus de paix.

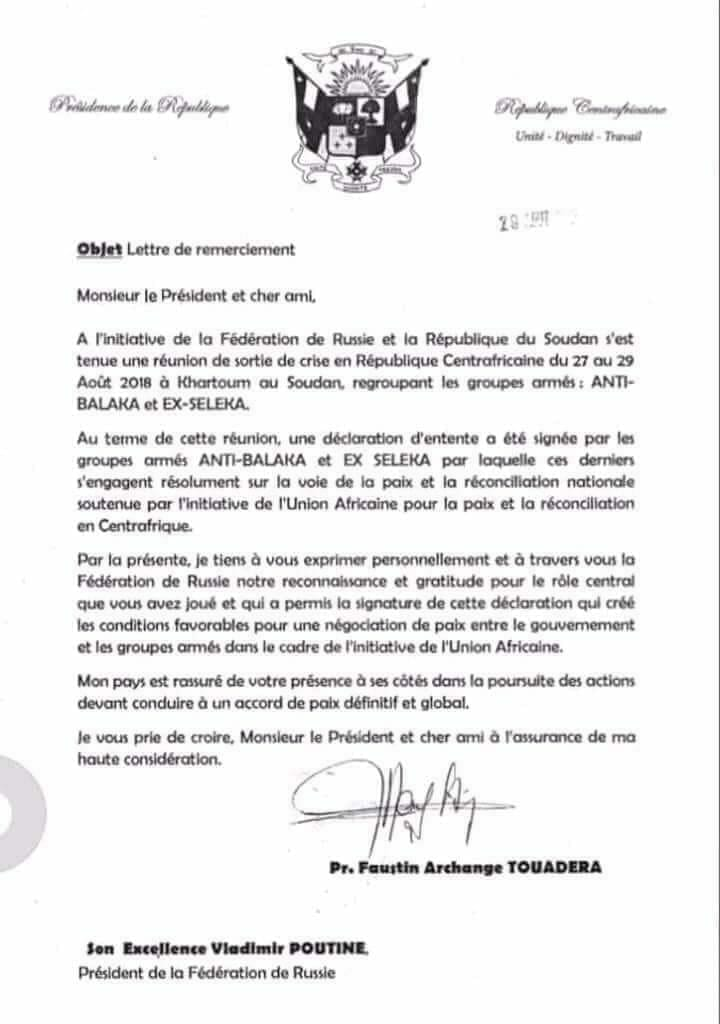
La lettre de gratitude de Faustin-Archange Touadéra a Vladimir Poutine.

## Opportunités
Ce format de négociation pour le règlement du processus de paix ne s’est pas achevé après la première réunion. L'initiative de paix de Khartoum va se poursuivre.

## Critiques
Au moins 12 accords de paix sont signés depuis le début de la crise en Centrafrique en 1996 qui n’ont pas d‘impacts sur la situation sociale et politique du pays. Certaines se doutant qu'un autre accord puisse avancer la situation, la République centrafricaine aurait besoin de mesures fermes et concrètes. De nombreux habitants de la RCA réclament une intervention militaire de la Russie comme un moyen le plus efficace de résolution du conflit. La France accuse les négociateurs de vouloir créer une plate-forme parallèle à celle de l’Union Africaine et la considère comme « inacceptable ». Ainsi, le ministre français des Affaires étrangères Jean-Yves Le Drian a déclaré lors de l'Assemblée générale des Nations unies qu’il n’y a « aucune alternative, ni souhaitable, ni susceptible de réussir » en ce qui concerne les pourparlers organisés par la Russie et le Soudan.